# Mercedes-Benz Conecto
Der Mercedes-Benz Conecto (bis 2002 nur als Mercedes-Benz O 345 bezeichnet) ist eine Typenreihe von Stadt- und Überlandbussen, die seit 1996 von Mercedes-Benz im türkischen Hoşdere gebaut werden. Sie sind überwiegend für den osteuropäischen Markt bestimmt. Bis 2007 handelte es sich um Fahrzeuge in Hochflur- oder Mittelflurbauweise des Typs 671, danach wurden sie von Niederflurfahrzeugen mit stehendem Motor auf Basis der Baureihe 628 abgelöst.

## 1. Generation (Mercedes-Benz O 345)
Neben dem Mittelflur-Standardmodell Conecto C wurden in der ersten Generation die Gelenkbus-Variante Conecto G und die Hochflur-Variante Conecto H gebaut. Die Hochflur-Version wurde neben der Standardlänge auch mit einer Länge von 13 Metern (Conecto MH) angeboten. Darüber hinaus war eine Hochflurausführung für den Überlandverkehr (Conecto Ü) erhältlich, die als einzige auch in Deutschland verkauft wurde.
Diese wurde Anfang 2007 vom neuen Intouro abgelöst. 

## 2. Generation (Conecto LF)
Ab 2007 wurde eine neue Generation der Conecto-Busse angeboten, welche in Niederflurbauweise gebaut wurden und über eine Klimaanlage verfügen. Diese tragen die Bezeichnung Mercedes-Benz Conecto LF. Von diesem Modell gibt es zwei Versionen, beide serienmäßig mit Hecktüren, bei denen der Boden dank des Turmmotors nahezu komplett niederflurig ist.
Der Solobus bietet Platz für 26 sitzende und 68 stehende Fahrgäste. Der Gelenkbus bietet Platz für 41 sitzende und 107 stehende Fahrgäste.
Es handelt sich um eine technisch vereinfachte Variante des Citaro bzw. Citaro G, deren erster Generation das neue Modell ähnlich sieht.

## 3. Generation (Neuer Conecto)
2016 wurde eine Überarbeitung des Conecto auf der Transexpo in Kielce (Solobus) und in den Warschauer Expo-Hallen (Gelenkbus) vorgestellt. Das neue Modell besitzt unter anderem eine neue Front-, und Heckgestaltung. Weiterhin sind die A-Säulen nun standardmäßig schwarz gefärbt und die Lampen am Heck des Fahrzeugs sind konvex angeordnet. Hinzu kommen eine ESP-Traktionskontrolle und beim Gelenkbus eine Knickwinkelsteuerung zum Schutz des Gelenks sowie eine verbesserte Vorderachse mit Einzelradaufhängung für ein komfortableres Fahrverhalten. Weitere Merkmale des neuen Conecto sind ein Längenunterschied von rund 400 mm zum Vorgänger, den auch der Citaro aufweist. Weiterhin kann der Conecto nun erstmals als CNG-Variante bestellt werden. Die Diesel-Variante besitzt nun einen Motor, welcher die Abgasnorm Euro VI erfüllt. Weiterhin wurden der Fahrersitz und das Armaturenbrett verbessert, um den Fahrkomfort zu erhöhen. Bei der Entwicklung des Busses wurde vor allem auf niedrigere Fahrzeugkosten geachtet, um die Popularität in den europäischen Ländern zu steigern.
Die Serienproduktion dieses Modelltyps begann im Jahr 2016.

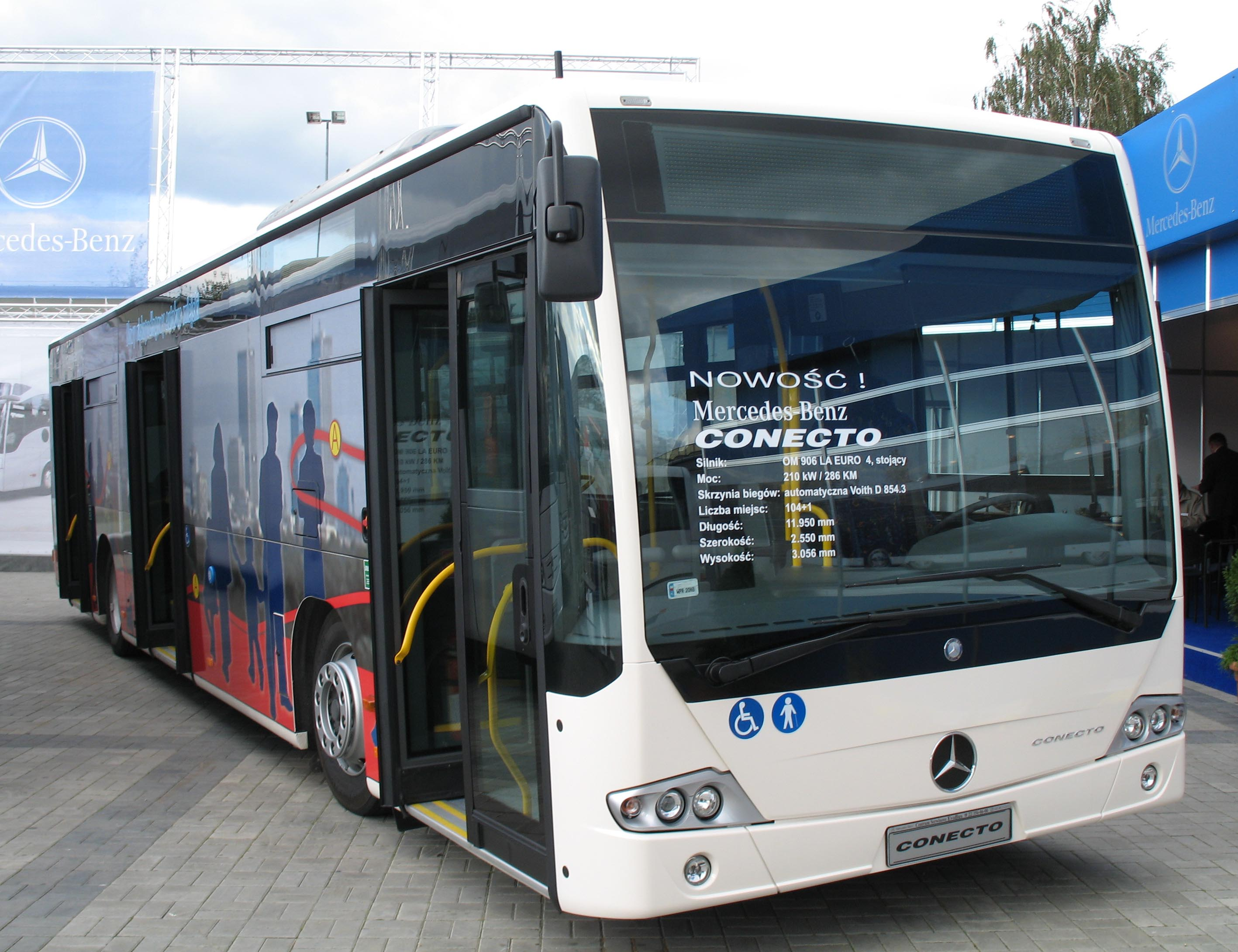
Zweite Conecto-Baureihe (Typ 628.310).
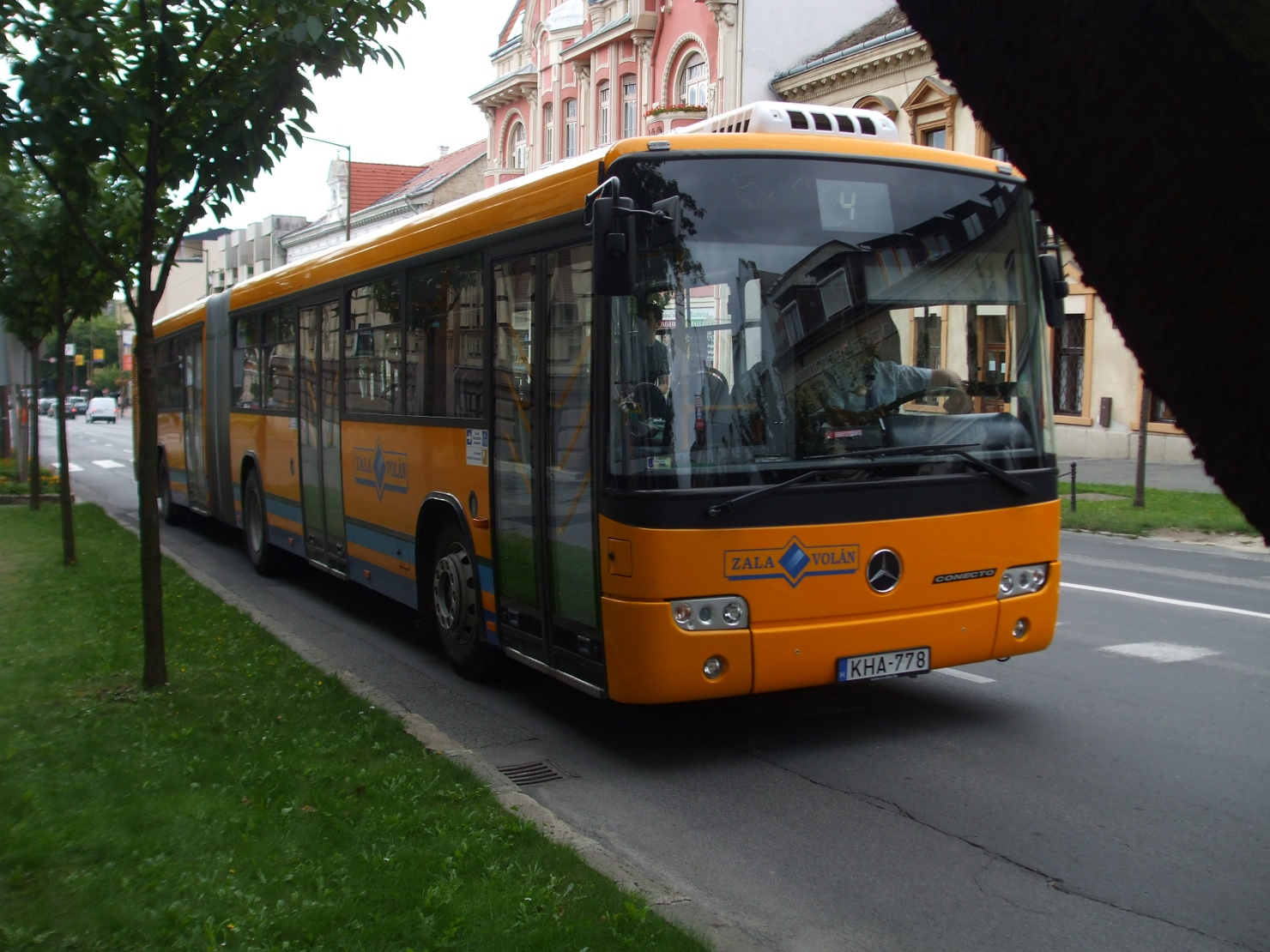
Conecto G der ersten Generation im ungarischen Nagykanizsa
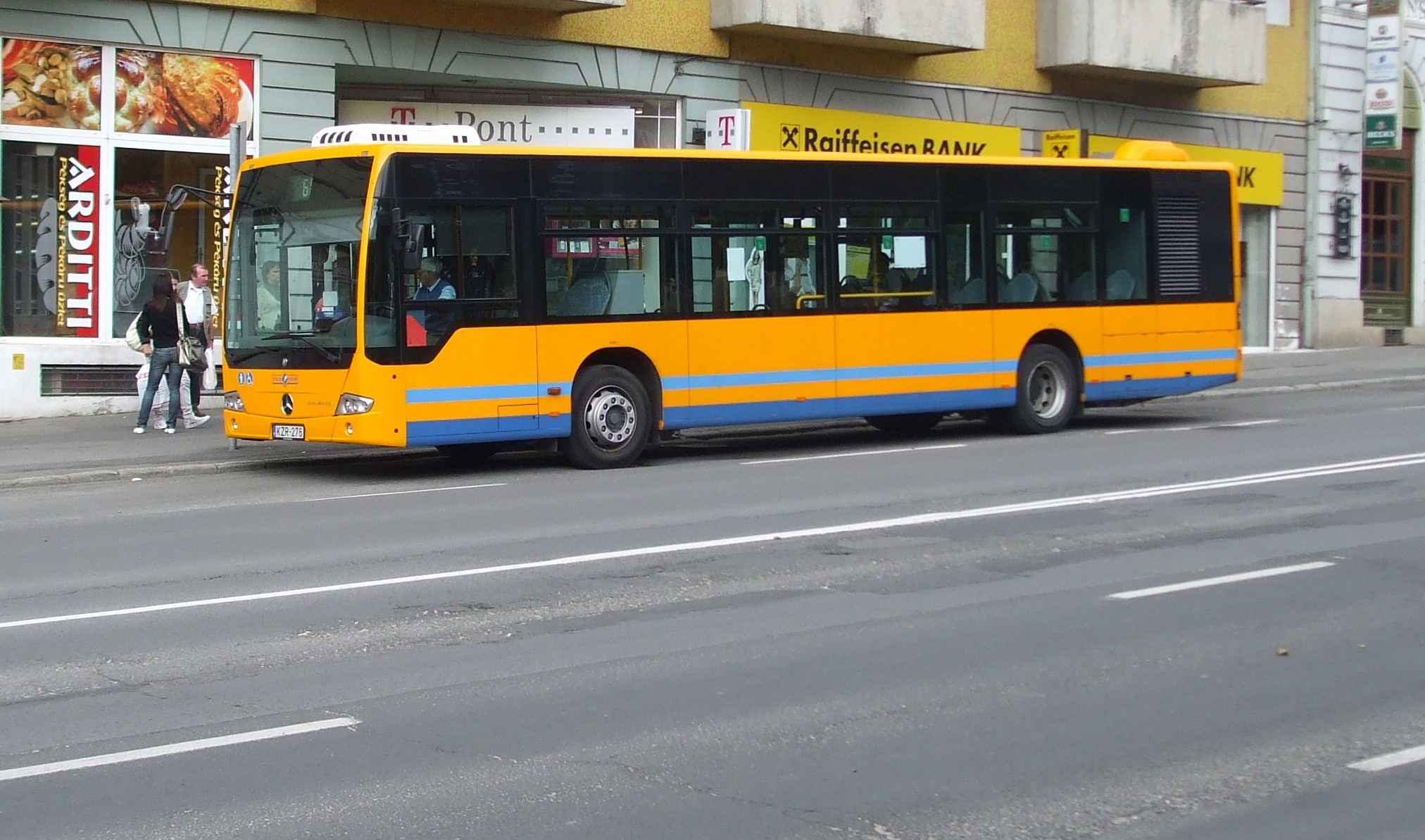
Conecto der zweiten Generation, ebenfalls in Nagykanizsa
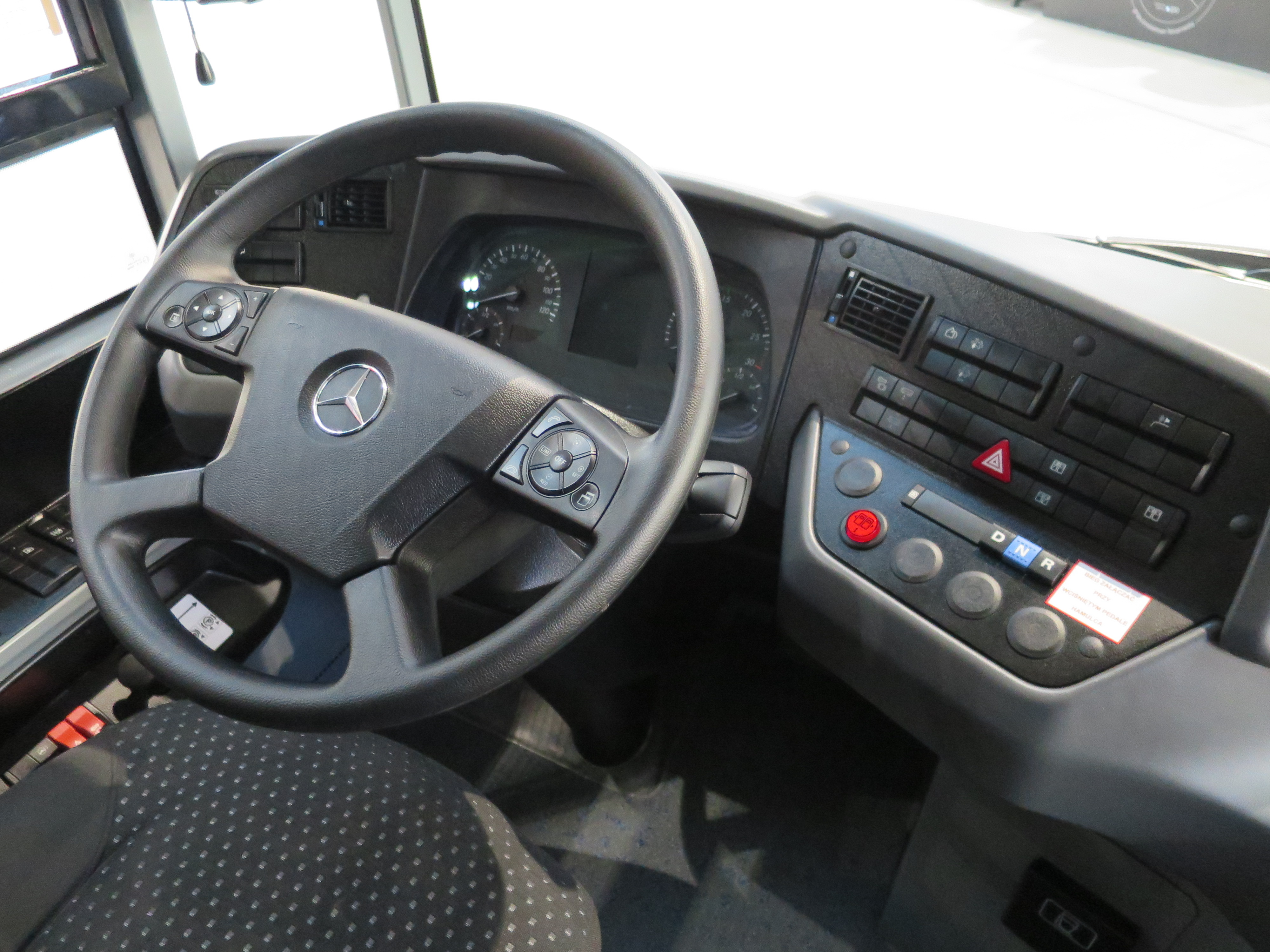
Fahrerarbeitsplatz Conecto der dritten Generation